# Liste des Thunderbirds
La série télévisée Les Sentinelles de l'air (Thunderbirds) inclut de nombreux véhicules et engins futuristes évoluant sur terre, mer, air et espace. La plupart des maquettes utilisées ont été créées par Derek Meddings. Les engins de sauvetage utilisés par la Sécurité Internationale sont issus d'une technologie bien plus avancée que ceux utilisés par les civils ou même l'armée, suscitant souvent l'admiration des observateurs. Néanmoins, la société présentée dans la série dispose de moyens technologiques futuristes pour les années 60, époque de la production de la série, et même pour l'époque actuelle.

## Flotte de la Sécurité Internationale

### Thunderbird 1
Pilotée par Scott Tracy (en) (occasionnellement par Alan Tracy (en)), cette fusée est l'engin le plus rapide de la Sécurité Internationale et est donc le premier arrivé sur les lieux du sauvetage. Cela permet à Scott de choisir sur le terrain la manière d'opérer puis de superviser les opérations sur place. Ce rôle essentiel justifie son apparition dans 28 épisodes sur 32 (les exceptions étant Vers le soleil, Les Imposteurs et Le Satellite Pirate qui se déroulent dans l'espace, ainsi que Joyeux Noël). La fusée prend son départ de la base en vol vertical, et sa position de croisière est horizontale, mais elle peut se poser sans piste d'atterrissage et redécoller immédiatement de sa position horizontale. Le point fort de cet appareil reste sa vitesse maximale de Mach 22 qui lui permet d'atteindre n'importe quel point sur Terre en une heure.

### Thunderbird 2
Piloté par Virgil Tracy (en) (parfois accompagné par Brains, Alan ou Gordon), c'est un énorme avion cargo. Malgré son poids, il prend son décollage comme un avion et sa vitesse est plus importante que celle d'un avion, moins que celle d'un missile. Son rôle primordial est de transporter les engins de sauvetage sur le lieu des opérations. Il n'est absent que dans l'épisode Les Imposteurs. Six containers porte-cargaisons différents (numérotés de 1 à 6), sont visibles dans le hangar de l'île Tracy. Leur contenu varie selon les épisodes, à l'exception de la cargaison 4 qui contient toujours le sous-marin de la Sécurité Internationale (le Thunderbird 4). Outre les containers, l'engin numéro 2 possède des armes de défense ou des équipements anti-éboulements.
C'est le seul appareil à avoir été suffisamment endommagé pour être immobilisé (épisode 4, Terreur à New York).
Le Thunderbird 2 a été repris en plusieurs versions par Dinky Toys (1967-1979).

### Thunderbird 3

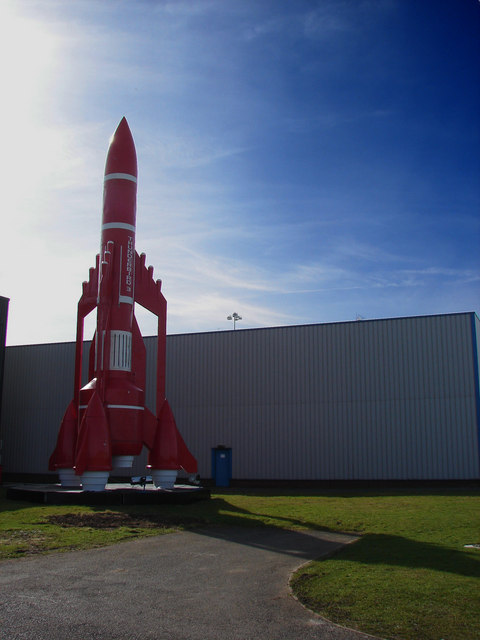
Maquette du Thunderbird 3 (aéroport de Humberside)

Piloté par Alan Tracy, c'est la fusée de la Sécurité Internationale dévolue aux interventions dans l'espace. Elle est également utilisée par Alan et John pour aller prendre sa garde sur la station spatiale, le Thunderbird 5.

### Thunderbird 4
Piloté par Gordon Tracy, le Thunderbird 4 est un sous-marin de poche assurant les opérations sous-marines. Il est la plupart du temps acheminé par le Thunderbird 2, qui le lance depuis les airs. Il apparaît dans 9 épisodes de la série.

### Thunderbird 5
Voir la Catégorie:Station spatiale de fiction.
Au contraire des autres appareils, le Thunderbird 5 n'est pas directement un engin de sauvetage, mais un satellite en orbite autour de la Terre qui facilite les communications entre l'île Tracy et le reste du monde. Il permet à la Sécurité Internationale de capter « toutes les fréquences », et d'entrer en contact avec de nombreux personnages devant faire appel à l'organisation. Elle nécessite la présence d'un homme : John et Alan se relèvent sur la station spatiale, mais la majorité des épisodes présentent John en poste dans la station.

## Autres appareils de la Sécurité Internationale

### Engins transportés par le Thunderbird 2
Le Thunderbird 2 peut transporter Mole, Firefly...

### FAB1
Il s'agit de la Rolls-Royce rose de Lady Pénélope, pilotée par son chauffeur Aloysius Parker ou par Lady Pénélope elle-même.
Cette voiture possède différent gadgets tels que fusil-mitrailleur à l'avant, carrosserie à l'épreuve des balles, récepteur radio multidirectionnel dissimulé dans la statuette du capot, harpons, graisse et brouillard pour les poursuites, télé-commandable...) ainsi qu'une vitesse extraordinaire. FAB 1 est également équipée d'un hydrofoil lui permettant de naviguer sur les eaux à grande vitesse et occasionnellement, de skier.
La marque de modèles réduits Dinky Toys a reproduit FAB1 en plusieurs versions, entre 1966 et 1977.

### Scooter à lévitation
Engin monoplace qui permet de se déplacer en lévitant à quelques dizaines de centimètres du sol, particulièrement utile en terrain difficile. Peu d'indices transparaissent quant à son fonctionnement.

## Autres appareils

### La Sauterelle[5]
Immense engin tout-terrain à propulsion nucléaire de l'US Army de type marcheur (4 pattes), « dans les 500 tonnes environ », dirigé par un équipage de 3 pilotes militaires, dans le but de réaliser des missions en terrain hostile (incendies de forêts notamment).

### Flèche de feu
Avion de transport civil révolutionnaire dans sa conception qui fonctionne grâce à un moteur atomique, il permet d'atteindre 6 fois la vitesse du son en un temps record. 
Il apparaît en difficulté dans de nombreux épisodes (cible de sabotage) mais est aussi utilisé couramment par les personnages pour des vols transcontinentaux.

### Jeep du désert
Visible dans plusieurs épisodes, ce véhicule tout-terrain à 6 roues est utilisé notamment par The Hood.

### Train Monorail
Train suspendu à grande vitesse.

### TX-204[6]
Avion largueur de cibles, appartient à l'Armée de l'Air du Royaume-Uni.

### La sentinelle
Bateau lance missile de la marine américaine. 
En essai dans le Pacifique lors de son apparition, il est caractérisé par sa vitesse de déplacement.

### La flèche rouge
Avion de combat de l'armée.

### Helijet
Hélicoptère propulsé par plusieurs réacteurs.